# 根田
根田（ねだ）は、千葉県市原市の五井地区にある大字及び町丁。現行行政地名は大字根田と根田一丁目から根田四丁目。郵便番号は290-0024。

## 概要
千葉県市原市北西部の五井地区に位置する。国分寺台土地区画整理事業実施区域に該当するため、国分寺台地区に分類されることもある。
本来の大字根田は、大きく2箇所に分離して存在していた大字で、現在の根田一丁目から根田四丁目と大字根田に該当する区域は、分離していた2箇所の旧大字根田のうち、北西部に位置していたものに当たる。東部に存在していたものについては現存しておらず、町丁字名が国分寺台中央、西国分寺台、北国分寺台、惣社となっている。
北は更級、東は加茂及び西国分寺台、南は惣社、西は村上と接している。

## 歴史

### 地名の由来
地名の由来は、「高くなった所」で丘陵を指したもの。

### 沿革
江戸時代は根田村という郡本村の枝村であった。『上総国町村誌』には、 平将門が当地に祇園大社建てられたという伝説を載せ「今字祇園原に小祠在り、牛頭天王と称す」と記し、その神田があったという。また上総国分尼寺があり、尼坊跡、西門跡、大衆院跡、餞院跡、修理院跡などがあったことが確認されている。
- 1963年（昭和38年）5月1日 - 市原郡5町合併により市原市が誕生し、所在が市原市となる[6]。
- 1971年（昭和46年） - 国分寺台土地区画整理事業開始[6]。
- 1998年（平成10年）5月1日 - 換地処分実施[6]。

## 世帯数と人口
2022年4令和月年）41日現在の世帯数と人口は以下の通りである。
| 町丁字     | 世帯数  | 人口    |
| ---------- | ------- | ------- |
| 根田       | 137世帯 | 276人   |
| 根田一丁目 | 181世帯 | 384人   |
| 根田二丁目 | 117世帯 | 203人   |
| 根田三丁目 | 317世帯 | 608人   |
| 根田四丁目 | 172世帯 | 414人   |
| 合計       | 924世帯 | 1,885人 |

## 通学区域
市立小学校・市立中学校と県立高等学校の通学区域は以下の通りである。
| 大字・町丁 | 番地 | 小学校                   | 中学校                   | 県立高校 |
| ---------- | ---- | ------------------------ | ------------------------ | -------- |
| 根田       | 一部 | 市原市立国府小学校       | 市原市立五井中学校       | 第9学区  |
| 根田       | 一部 | 市原市立国分寺台西小学校 | 市原市立国分寺台西中学校 | 第9学区  |
| 根田一丁目 | 全域 | 市原市立国分寺台西小学校 | 市原市立国分寺台西中学校 | 第9学区  |
| 根田二丁目 | 全域 | 市原市立国分寺台西小学校 | 市原市立国分寺台西中学校 | 第9学区  |
| 根田三丁目 | 全域 | 市原市立国分寺台西小学校 | 市原市立国分寺台西中学校 | 第9学区  |
| 根田四丁目 | 全域 | 市原市立国分寺台西小学校 | 市原市立国分寺台西中学校 | 第9学区  |

## 施設
- 杏保育園
- 御林公園

## 交通

### 鉄道
JR東日本内房線の最寄りは五井駅、小湊鉄道小湊鉄道線の最寄りは上総村上駅である。

### バス
小湊鉄道バス「宗田マタニティクリニック」もしくは「根田二丁目」

### 道路
1. 国道
  - なし
2. 県道
  - なし
3. 主な市道
  - 市役所通り
  - 更級通り